# Fou de Vincent
Fou de Vincent est un roman autobiographique d'Hervé Guibert paru aux Éditions de Minuit en 1989. L'auteur décrit sa passion pour un adolescent, ce texte comporte quelques descriptions pornographiques.

## Commentaires
L’auteur se livre à l’autopsie du sentiment amoureux. L’adolescent aimé est trop jeune, préfère les femmes et la plénitude sexuelle n’est pas toujours au rendez-vous. Pourtant, le désir et la passion sont intenses. Hervé Guibert tente de saisir la réalité de l’amour au travers de l’analyse précise des moments intimes liés à son expérience personnelle et des signes infimes que lui renvoie son amant. D’un point de vue romanesque, ce livre est à rapprocher du dernier roman de l’auteur, Le Paradis, dans lequel le personnage principal, Jayne, meurt également au début du texte.